# Antipodia
Antipodia là một chi bướm ngày thuộc họ Bướm nâu.

## Các loài
- Antipodia atralba Tepper, 1882
- Antipodia chaostola Meyrick, 1888
- Antipodia dactyliota Meyrick, 1888